# 萨维尼 (上萨瓦省)
萨维尼（法語：Savigny，法語發音：[saviɲi] ⓘ）是法国上萨瓦省的一个市镇，属于圣于连昂热讷瓦区。

## 地理
萨维尼（46°4'0"N, 5°57'41"E）面积10.52 平方千米，位于法国奥弗涅-罗讷-阿尔卑斯大区上萨瓦省，该省份为法国东部省份，历史上为薩伏依的一部分，北与瑞士接壤，西接安省，南至萨瓦省，东与瑞士和意大利接壤。
与萨维尼接壤的市镇（或旧市镇、城区）包括：肖蒙、丹日昂维阿什、容济耶-埃帕尼、曼济耶。

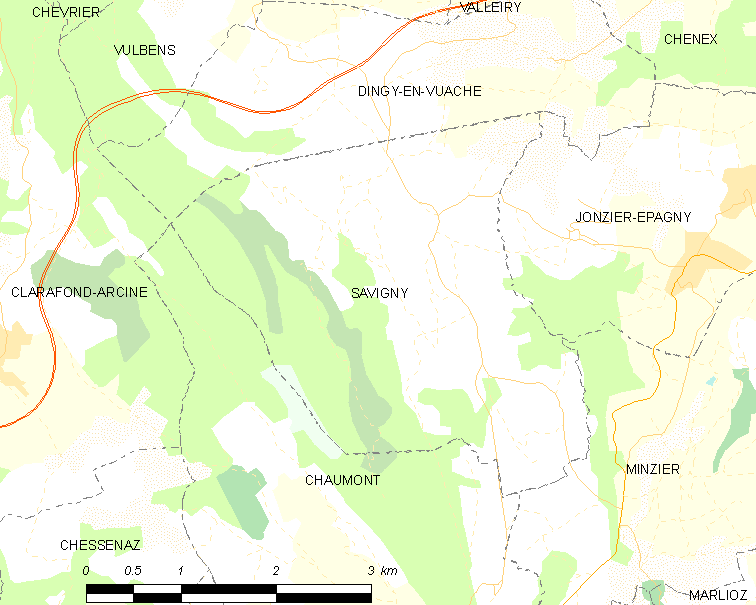
的OSM定位图

萨维尼的时区为UTC+01:00、UTC+02:00（夏令时）。

## 行政
萨维尼的邮政编码为74520，INSEE市镇编码为74260。

## 政治
萨维尼所属的省级选区为圣于连昂热讷瓦县。

## 人口

1962-2008年间人口变化图示

萨维尼于2022年1月1日时的人口数量为1029人。